# Nikolaj Ge

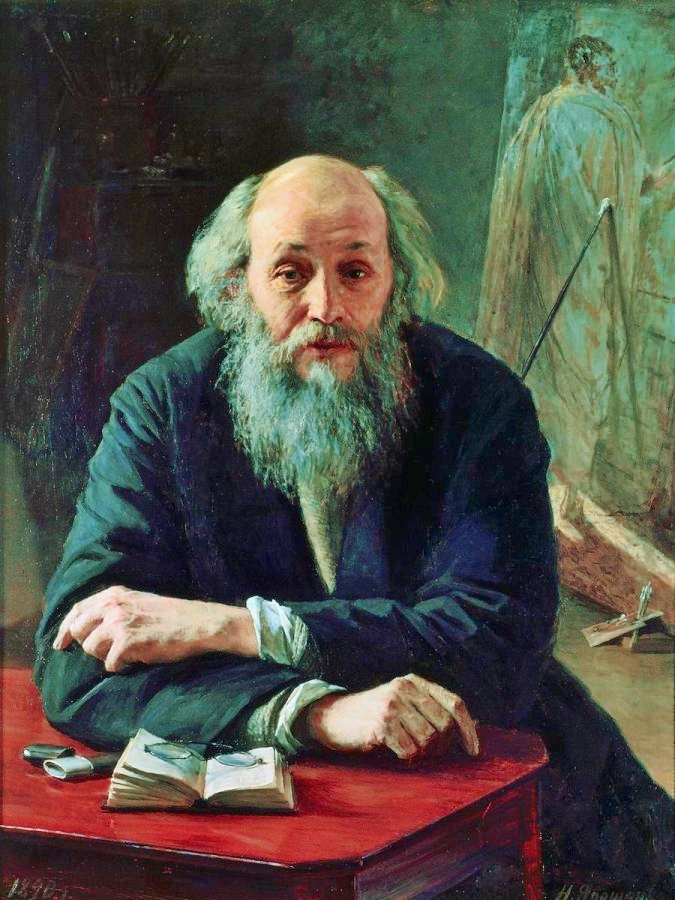
Nikolaj Ge; portret door Nikolaj Jarosjenko.

Nikolaj Nikolajevitsj Ge (of Gay) (Russisch: Николай Николаевич Ге) (Voronezj, 27 februari 1831 - Ivanovski Choetor (nabij Tsjernigov), 13 april 1894) was een Russisch kunstschilder van Franse afkomst. Hij schilderde voornamelijk portretten en historische stukken. Hij was een van de schilders die in 1870 de stroming van de Zwervers oprichtten.
Ge ging in 1847 studeren aan de universiteit van Kiev, en een jaar later aan de universiteit van Sint-Petersburg. Van 1850 tot 1857 studeerde hij aan de Keizerlijke Academie der Kunsten in Sint-Petersburg. Daarna ging hij naar Italië om de klassieke oudheid en de Renaissance te bestuderen. In 1863 werd Ge benoemd tot professor aan de Keizerlijke Academie der Kunsten, maar het duurde tot 1869 voordat hij definitief naar Rusland terugkeerde. Zijn vroege werk werd beïnvloed door Karl Brjoellov.
Ge was vanaf hun ontmoeting in 1882 een goede vriend van de schrijver Lev Tolstoj, en deelde veel van Tolstojs idealen. In deze periode schilderde Ge vooral religieuze onderwerpen, waar hij ook veel bewondering mee oogstte.

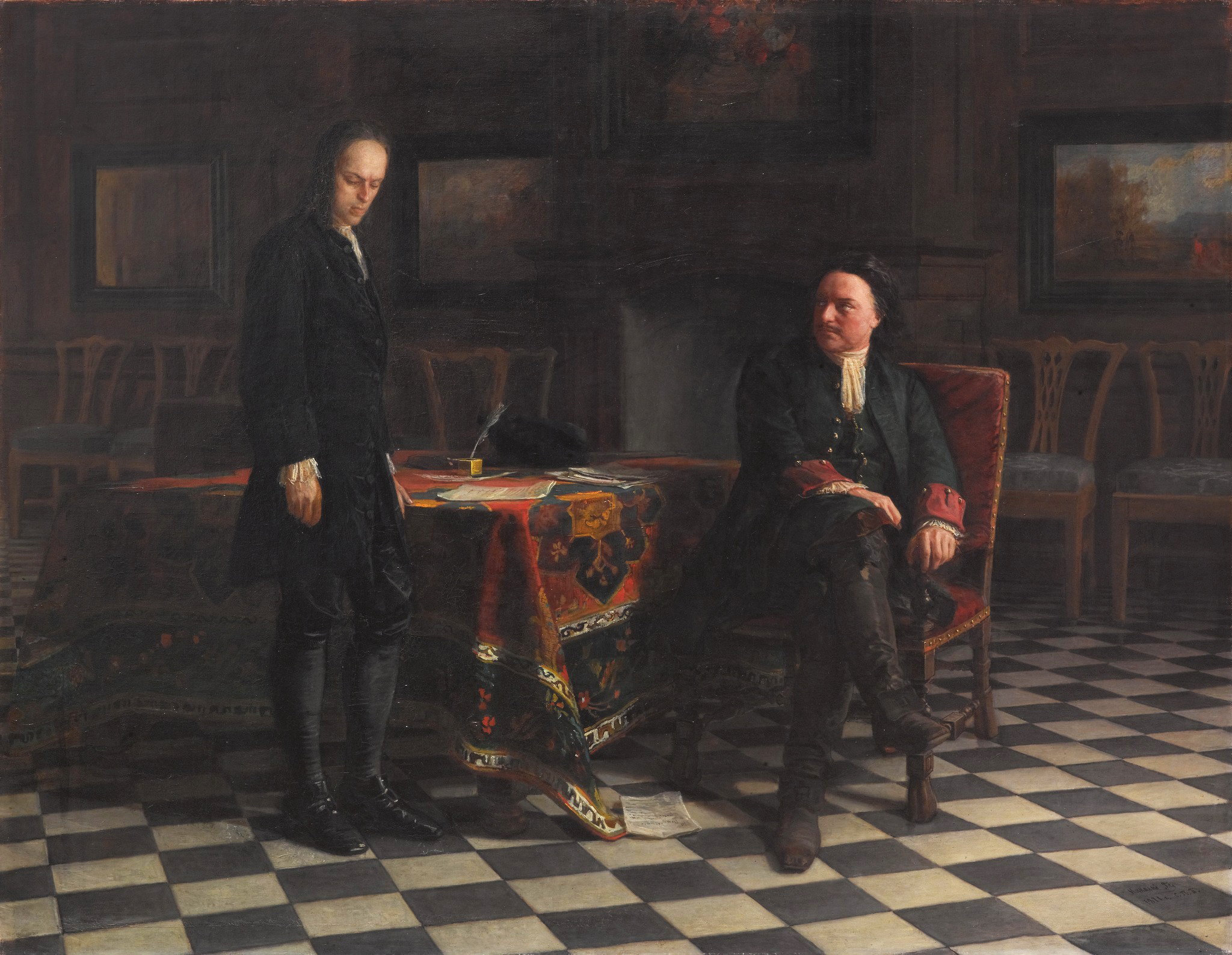
Peter de Grote ondervraagt zijn zoon tsarevitsj Aleksej
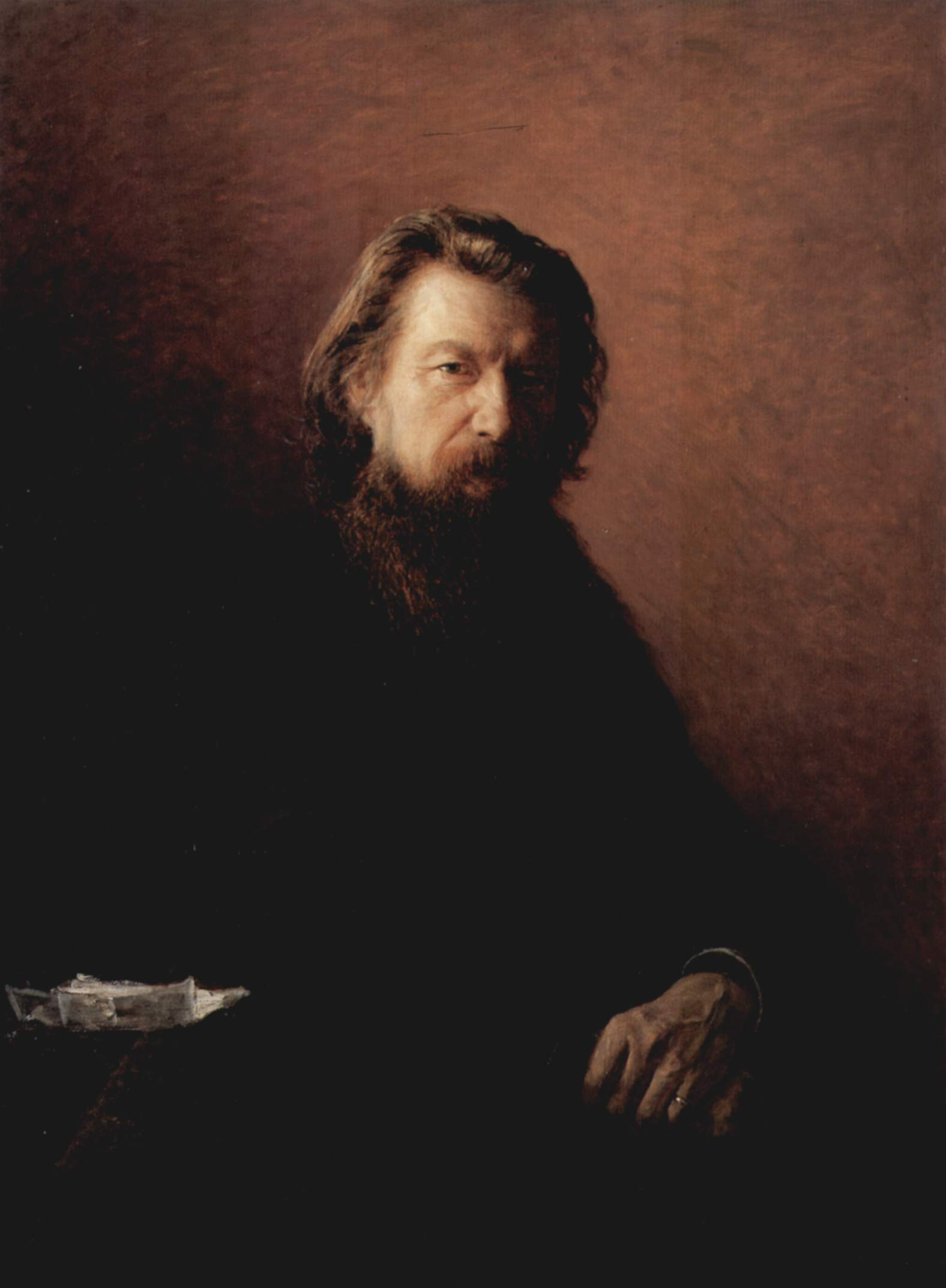
Portret van de schrijver Aleksej Potechin
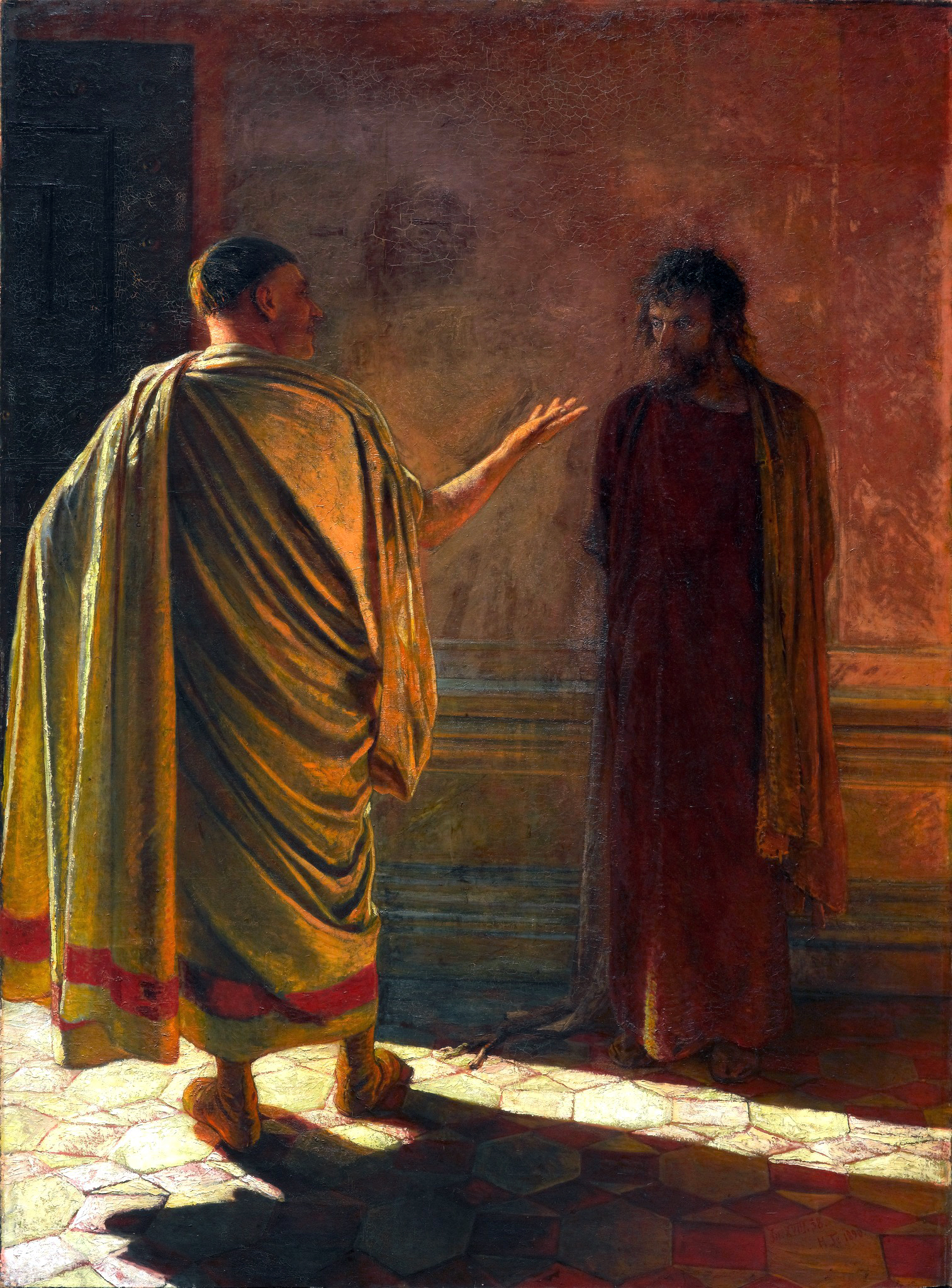
Wat is waarheid?

- Biblioteca Nacional de España: XX938807
- Bibliothèque nationale de France: cb12412714f (data)
- CiNii: DA07023886
- Gemeinsame Normdatei: 118854119
- International Standard Name Identifier: 0000 0001 0970 0140
- Library of Congress Control Number: n84184039
- Nationale Bibliotheek van Letland: 000319921
- Nationale Bibliotheek van Tsjechië: jo2003168167
- Nationale Bibliotheek van Israël: 987007434576605171
- Nederlandse Thesaurus van Auteursnamen: 070504660
- Réseau des bibliothèques de Suisse occidentale: 02-A013499644
- RKD-Nederlands Instituut voor Kunstgeschiedenis: 30534
- LIBRIS: 55459
- Système universitaire de documentation: 033240736
- Union List of Artist Names: 500010284
- Virtual International Authority File: 50022850
- WorldCat: E39PBJmdy4GRgbMjHW9Wg4bPQq